# Tim Harvey (Rennfahrer)

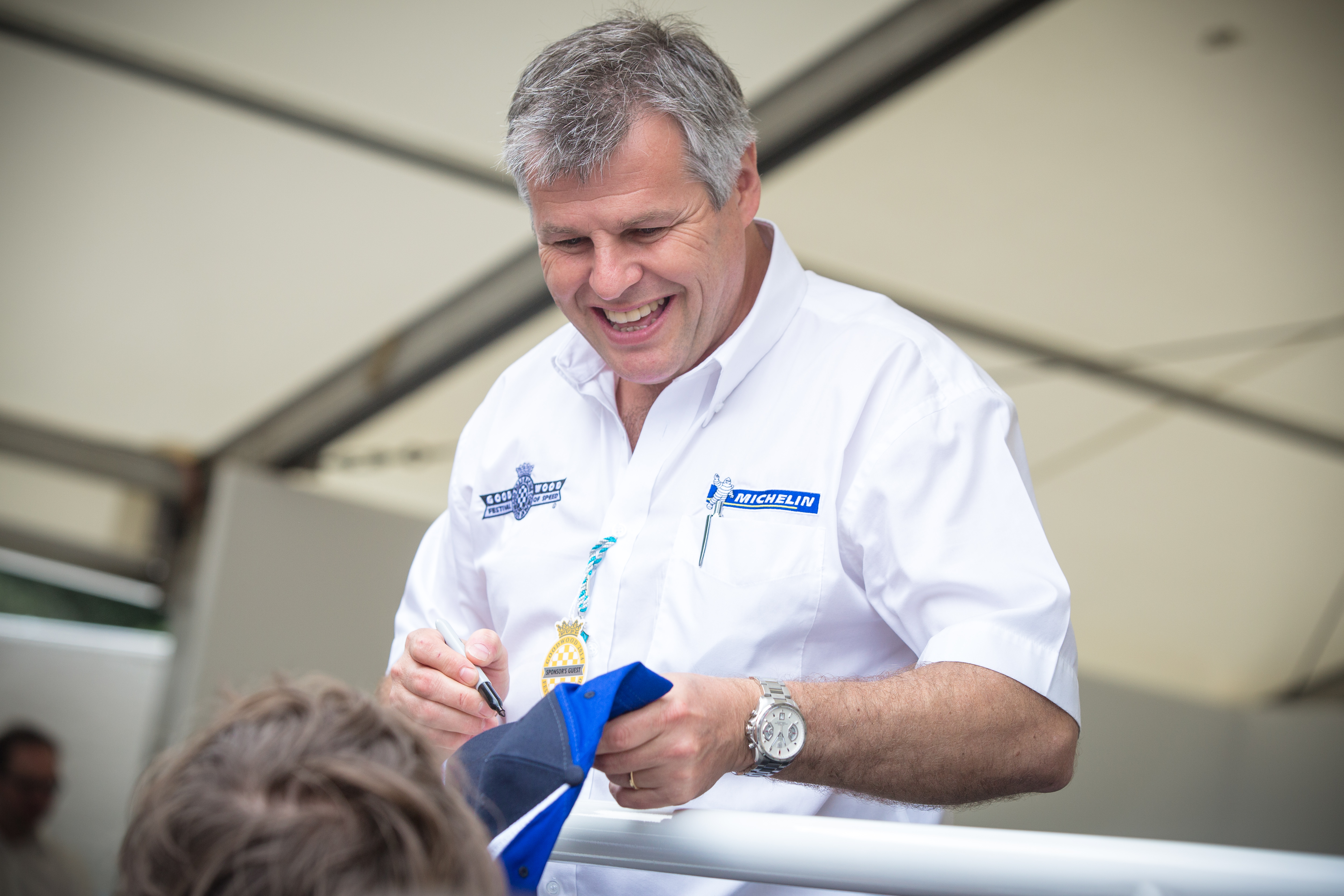
Tim Harvey 2014

Timothy James „Tim“ Harvey (* 20. November 1961 in Farnborough) ist ein britischer Autorennfahrer und Fernsehmoderator.

## Karriere als Rennfahrer
Tim Harvey wurde Ende der 1980er-Jahre in sehr kurzer Zeit zu einem erfolgreichen Starter in der britischen Tourenwagen-Meisterschaft. Bereits seine zweite Saison beendete er 1987 als Sieger der A-Klasse. Er fuhr einen Rover Vitesse und hatte am Meisterschaftsende einen Punkt Vorsprung auf den Markenkollegen Dennis Leech. Zwischen 1987 und 1995 gewann er 16 Meisterschaftsläufe dieser Rennserie. Höhepunkt war der Gesamtsieg 1992 im BMW 318i, vor Will Hoy (Toyota Carina) und John Cleland (Vauxhall Cavalier).
Zwei weitere Meisterschaftserfolge gelangen Tim Harvey im Porsche Carrera Cup Great Britain, den er 2008 (vor Michael Caine und Sam Hancock) und 2010 (wieder vor Michael Caine und Stephen Jelley) gewinnen konnte. Der vielseitige Harvey war in unzähligen Rennserien aktiv. Er fuhr GT- und Sportwagenrennen, startete in Markenpokalen und zu Beginn seiner Karriere auch in der Formel Ford. Viermal beteiligte er sich am 24-Stunden-Rennen von Le Mans, wo seine beste Platzierung der 18. Rang 1990 war.

## Fernsehkommentator
Neben seinen Motorsportaktivitäten arbeitete er als Kommentator von Motorsportveranstaltungen bei den Sendern ITV und Motorsport.tv.

## Statistik

### Le-Mans-Ergebnisse
| Jahr | Team                | Fahrzeug    | Teamkollege             | Teamkollege    | Platzierung | Ausfallgrund  |
| ---- | ------------------- | ----------- | ----------------------- | -------------- | ----------- | ------------- |
| 1988 | Charles Ivey Racing | Tiga GC287  | John Sheldon            | Chris Hodgetts | Rang 20     |               |
| 1989 | Spice Engineering   | Spice SE89C | Thorkild Thyrring       | Wayne Taylor   | Ausfall     | Ventilschaden |
| 1990 | Spice Engineering   | Spice SE90C | Fermín Vélez            | Chris Hodgetts | Rang 18     |               |
| 1991 | Euro Racing         | Spice SE90C | Charles Zwolsman senior | Cor Euser      | Ausfall     | Motorschaden  |

### Einzelergebnisse in der Sportwagen-Weltmeisterschaft
| Saison | Team                | Rennwagen   | 1   | 2   | 3   | 4   | 5   | 6   | 7   | 8   | 9   | 10  | 11  |
| ------ | ------------------- | ----------- | --- | --- | --- | --- | --- | --- | --- | --- | --- | --- | --- |
| 1988   | Charles Ivey Racing | Tiga GC287  | JER | JAR | MON | SIL | LEM | BRÜ | BRH | NÜR | SPA | FUJ | SAN |
| 1988   | Charles Ivey Racing | Tiga GC287  | 13  | DNF | DNF | 11  | 20  |     | 12  |     |     |     |     |
| 1989   | Spice Engineering   | Spice SE89C | SUZ | DIJ | JAR | BRH | NÜR | DON | SPA | MEX |     |     |     |
| 1989   | Spice Engineering   | Spice SE89C |     |     |     |     | DNF | DNF |     |     |     |     |     |
| 1990   | Spice Engineering   | Spice SE90C | SUZ | MON | SIL | SPA | DIJ | NÜR | DON | MOT | MEX |     |     |
| 1990   | Spice Engineering   | Spice SE90C | DNF |     | DNF | 4   |     |     | 3   |     |     |     |     |
| 1991   | Euro Racing         | Spice SE90C | SUZ | MON | SIL | LEM | NÜR | MAG | MEX | AUT |     |     |     |
| 1991   | Euro Racing         | Spice SE90C | DNF |     |     |     |     |     |     |     |     |     |     |